# فچ

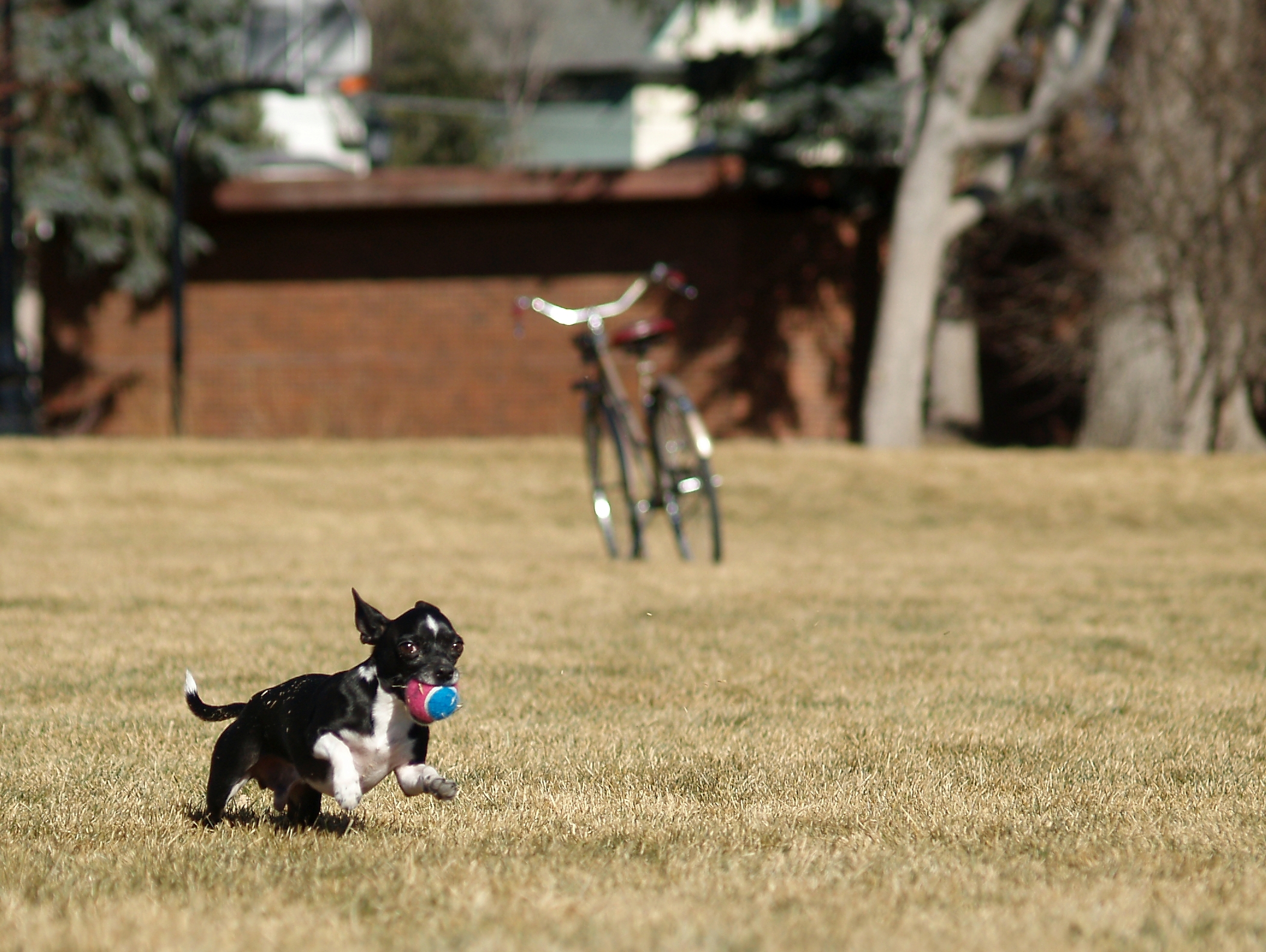
یک شیهواهوا در حال فچ کردن یک توپ

فچ (به انگلیسی: fetch) نوعی بازی است که معمولاً با سگ‌ها انجام می‌شود. در این بازی یک شی، معمولاً یک شاخه چوبی یا یک توپ، به فاصله دوری از حیوان پرتاب می‌شود. وظیفه اصلی حیوان پیدا کردن شی پرتاب شده و برگرداندن آن به صاحب خود است. این بازی باید به سگ‌ها آموزش داده شود و قبل یا بعد از پرتاب شی، صاحب سگ معمولاً از یک کلمه کلیدی، مثلا "فچ!"، برای فرمان دادن به او استفاده می‌کند.